# Operativo Dorrego
El Operativo Dorrego, oficialmente denominado Plan provincial de reconstrucción gobernador de Buenos Aires, Coronel Manuel Dorrego, fue un operación conjunta realizada entre la Juventud Peronista -brazo juvenil de la organización guerrillera Montoneros- y el Ejército Argentino en octubre de 1973, organizado por la Provincia de Buenos Aires, a cargo del gobernador Oscar Bidegain, durante las presidencias de Raúl Lastiri (interina) y Juan Domingo Perón. El Operativo tuvo como fin inmediato realizar tareas comunitarias para asistir a la población y recuperar una amplia zona afectada por grandes inundaciones, ubicada al centro-oeste de la Provincia. Como fin mediato, el Operativo formó parte de un intento de convergencia cívico-militar, impulsado por el jefe del Ejército, teniente general Jorge Raúl Carcagno, que buscaba neutralizar la instrumentación de las fuerzas armadas durante la Guerra Fría, para instalar dictaduras y regímenes de terrorismo de Estado, en los países latinoamericanos, en el marco de la Doctrina de la Seguridad Nacional establecida por Estados Unidos para el continente. El lema oficial del Operativo Dorrego fue «Codo con codo», expresando el espíritu de convergencia cívico-militar que inspiraba el plan.

## Contexto
Entre mayo de 1973 y marzo de 1976, Argentina vivió una breve experiencia democrática, en el marco de un doble proceso de violencia política: el enfrentamiento interno entre peronismo y antiperonismo, y el enfrentamiento internacional entre comunismo y anticomunismo, que fue el eje de la Guerra Fría.
En el marco del enfrentamiento peronismo/antiperonismo, en 1955 se había producido un golpe de Estado que derrocó todos los poderes constitucionales, abriendo un período de dictaduras y gobiernos resultantes de elecciones no democráticas. En este período el Partido Peronista (el más grande del país), fue prohibido y su máximo referente, Juan Domingo Perón, fue obligado a exiliarse. Las Fuerzas Armadas, por su parte, sufrieron severas purgas para eliminar de su seno a los miembros que simpatizaran con el peronismo o sectores de centro-izquierda. En 1966 tomó el poder una dictadura cívico-militar autodenominada Revolución Argentina")", que abolió todos los partidos políticos y pretendió instalar un régimen corporativo no democrático. El resultado fue un estado de insurrección generalizada, que se manifestó en decenas de puebladas y la aparición de organizaciones guerrilleras peronistas y marxistas, que llevaron a la caída de la dictadura y la realización de elecciones libres en marzo de 1973. Las elecciones le dieron la victoria al candidato peronista de centro-izquierda Héctor J. Cámpora, apoyado por un amplio frente integrado por frondizistas, socialistas, demócratas cristianos y conservadores populares.
Simultáneamente con el enfrentamiento peronismo/antiperonismo, el mundo se vio inmerso en una Guerra Fría entre comunismo/anticomunismo, con dos bandos liderados por la Unión Soviética y Estados Unidos, respectivamente. Para América Latina, Estados Unidos desarrolló desde mediados de la década de 1960, una Doctrina de la Seguridad Nacional, que concibió a las fuerzas armadas de los países latinoamericanos, como fuerzas de represión de los movimientos políticos populares, sociales, sindicales y estudiantiles, impulsando la instalación de dictaduras militares que utilizaran el terrorismo de Estado contra su población. La dictadura autodenominada "Revolución Argentina", instalada en 1966, fue consecuencia directa de la Doctrina de la Seguridad Nacional.     
En ese marco, el gobierno peronista que fue elegido en 1973, adoptó una política de «convergencia cívico-militar», que permitiera reparar el enfrentamiento de las Fuerzas Armadas con el peronismo y los movimientos sociales, y a la vez dar un cauce de inserción institucional a las organizaciones guerrilleras creadas durante la última dictadura. Para ello, presidente Cámpora nombró como comandante del Ejército al teniente general Jorge Raúl Carcagno, un militar contrario a la Doctrina de la Seguridad Nacional. Carcagno contó con el asesoramiento estratégico de los coroneles Juan Jaime Cesio y Carlos Dalla Tea.

## El Operativo Dorrego
Entre febrero y junio de 1973, una amplia zona ubicada en el centro-oeste de la Provincia de Buenos Aires, fue afectada por grandes lluvias que causaron inundaciones en un área de 1.800.000 hectáreas, abarcando a 18 partidos. Miles de personas debieron ser evacuadas, cientos de vivienda quedaron bajo las aguas, se perdieron cosechas, los caminos se volvieron intransitables, quedaron inutilizadas instalaciones y maquinarias.
El operativo se inició el 4 de octubre y se extendió durante 19 días. Participaron 3.944 soldados del Ejército y 800 jóvenes pertenecientes a la Juventud Peronista.
Se establecieron cuatro zonas:
- Zona I: Bragado, Nueve de Julio, 25 de Mayo y Saladillo; 2300 soldados y 400 civiles voluntarios de La Plata, Sur del Gran Buenos Aires, Comahue, Mar del Plata, Cuyo. Córdoba, Bahía Blanca, Mercedes, Tucumán y Tandil.
- Zona II: Carlos Casares, Pehuajó, Bolívar y General Alvear; 1152 soldados y 300 civiles voluntarios del Oeste del Gran Buenos Aires, Norte del Gran Buenos Aires y Capital Federal.
- Zona III: Junín, Lincoln, General Viamonte y General Pinto; 300 soldados y 50 civiles voluntarios de Santa Fe y Rosario.
- Zona IV: Trenque Lauquen y Carlos Tejedor; 192 soldados y 50 civiles voluntarios de 50 civiles de Entre Ríos, Chaco, Formosa y Corrientes.[5]

Las tareas realizadas fueron arreglo de caminos, bombeo de agua, eliminación de malezas en puentes y alcantarillas, reconstrucción de los canales colectores de plantas de tratamiento de líquidos cloacales, demoliciones, revoques, construcción de pisos de viviendas, instalaciones eléctricas, reacondicionamiento de hospitales y escuelas, etc.
El operativo fue cumplido con unidades del I Cuerpo con asiento en la provincia de Buenos Aires, pertenecientes a la X Brigada de Infantería y la I Brigada de Caballería Blindada, al comando respectivamente de los generales de brigada Rodolfo Cánepa y Albano Harguindeguy.
El Operativo Dorrego fue cerrado el 23 de octubre con un acto realizado en 25 de Mayo, presidido por el gobernador Bidegain, el ministro de Defensa Ángel Robledo, el intendente Carlos Alberto Hendriksen, jefe del Ejército teniente general Jorge Raúl Carcagno y el titular de la Regional I de la Juventud Peronista, Juan Carlos Dante Gullo.

## Valoración histórica
La valoración histórica del Operativo Dorrego ha sido polémica. 
Algunos sectores sostienen que buscó cerrar la brecha abierta luego del golpe de Estado de 1955 y sobre todo a partir de la instalación de la dictadura permanente instalada en 1966, que llevó a un enfrentamiento abierto entre civiles y militares, y atribuye al fracaso del intento, la exacerbación del enfrentamiento a partir del golpe de Estado del 24 de marzo  de 1976, que impuso un plan sistemático de terrorismo de Estado y genocidio.
Otros sectores sostienen que el Operativo tuvo efectos negativos, porque fortaleció a los sectores de las fuerzas armadas antiperonistas y anticomunistas. Un informe de los servicios de inteligencia del Ejército, describió el Operativo en los siguientes términos:

…un símil de los "servicios voluntarios" que se practican en los países comunistas a favor de la comunidad (…) se organizan reuniones de grupos mixtos, civiles y militares, alrededor de los fogones del vivac, produciéndose de esta forma un intercambio de opiniones y una comunicación más fluida que durante las tareas cotidianas, posibilitando y facilitando la captación ideológica.